# Chapter One: Latin America
Chapter One: Latin America es un álbum de estudio del saxofonista tenor argentino Gato Barbieri. Fue publicado en octubre de 1973 a través de Impulse! Records.

## Recepción de la crítica
Un escritor no especificado de la revista Billboard declaró: “Este es un nuevo sonido para los aficionados estadounidenses del apasionante saxofonista tenor. Porque el productor Ed Michel ha ido al territorio de Barbieri en Buenos Aires para grabar sus explosivos desarrollos de vanguardia con una multitud de músicos latinoamericanos que piensan que la música va mucho más allá del estado de la samba. En consecuencia, los tempos son salvajes, los sonidos de los instrumentos nativos brasileños y argentinos son crudos y prístinos e incluso los gemidos y gritos de los cantantes son siniestros y estremecedores. Esta es música para una audiencia de élite que puede escuchar todas las maquinaciones de tempos variables e instrumentos solistas que exploran partes de la estratosfera. Pero hay calidez y belleza que se manifiestan claramente en medio de toda la energía explosiva. Estos latinos definitivamente están haciendo una declaración en términos de expandir el sonido de su música nativa al fusionarse con el jazz. En el pasado, Barbieri pasó de una base latina al jazz, ahora pasa a la música latina desde una base del jazz y funciona”. Un escritor no especificado de la revista Record World escribió: “El siempre aventurero saxofonista Barbieri regresa a sus raíces tocando por primera vez con músicos latinoamericanos. Comenzando con «Encuentros», el álbum simplemente vuela y termina con un hermoso final con «Nunca Más», que presenta el inquietante bandoneón o acordeón de botones. ¡Un álbum para cualquiera con oídos y corazón!”. Un escritor no especificado de la revista Cash Box declaró: “Si el jazz latino y el soul ejercen para ti la misma fascinación que para millones de personas en todo el mundo, inmediatamente te enamorarás de los ritmos dinámicos y las texturas suaves que marcan el LP debut de Gato en Impulse. Grabado en Buenos Aires y Río con varios innovadores del jazz de gran prestigio, las cinco joyas de esta obra maestra respiran como una cálida noche sudamericana, hablando de amor y pasión en términos musicales audaces”.

## Lista de canciones
Todas las canciones escritas y compuestas por Gato Barbieri, excepto donde esta anotado. 
| Lado uno |                                                       |          |  |
| N.º      | Título                                                | Duración |  |
| 1.       | «Encuentros»                                          | 12:29    |  |
| 2.       | «India» (José Asunción Flores, Manuel Ortiz Guerrero) | 8:58     |  |

| Lado dos | |                           |  |
| N.º      | Título | Duración                  |  |
| 1.       | «La China Leoncia Arreo La Correntinada Trajo Entre La Muchachada La Flor De La Juventud» «Part One» «Part Two» «Part Three» «Part Four» | 13:38 2:28 2:45 4:32 3:53 |  |
| 2.       | «Nunca Más» | 5:40                      |  |
| 3.       | «To Be Continued» | 2:29                      |  |

## Créditos y personal
Créditos adaptados desde las notas de álbum de Chapter One: Latin America.
Lado uno
1. «Encuentros»
  - Gato Barbieri – saxofón tenor
  - Raúl Mercado – quena
  - Amadeo Monges – swarmandal
  - Ricardo Lew – guitarra eléctrica
  - Quelo Palacios – guitarra acústica
  - Isoca Fumero – charango
  - Antonio Pantoja – anapa, erke, siku, quena, erkencho
  - Adalberto Cevasco – Fender bass
  - Domingo Cura – bombo Indio
  - Pocho Lapouble – batería
  - Jorge Padin – percusión
  - El Zurdo Roizner – percusión
2. «India»
  - Gato Barbieri – saxofón tenor
  - Raúl Mercado – quena
  - Amadeo Monges – swarmandal
  - Quelo Palacios – guitarra acústica
  - Antonio Pantoja – anapa, erke, siku, quena, erkencho
  - Adalberto Cevasco – Fender bass
  - Domingo Cura – bombo Indio
  - El Zurdo Roizner – percusión

Lado dos
1. «La China Leoncia Arreo La Correntinada Trajo Entre La Muchachada La Flor De La Juventud»
  - Gato Barbieri – saxofón tenor y voces
  - Raúl Mercado – quena
  - Amadeo Monges – swarmandal
  - Ricardo Lew – guitarra eléctrica
  - Quelo Palacios – guitarra acústica
  - Isoca Fumero – charango
  - Antonio Pantoja – anapa, erke, siku, quena, erkencho
  - Adalberto Cevasco – Fender bass
  - Domingo Cura – bombo Indio
  - Pocho Lapouble – batería
  - Jorge Padin – percusión
  - El Zurdo Roizner – percusión
2. «Nunca Más»
  - Gato Barbieri – saxofón tenor
  - Osvaldo Bellingieri – piano
  - Dino Saluzzi – bandoneón
  - Adalberto Cevasco – Fender bass
3. «To Be Continued»
  - Gato Barbieri – saxofón tenor y narration; con una sección rítmica brasileña compuesta por guitarra, cavaco o cavaquinho (guitarra pequeña de cuatro cuerdas), Fender bass y batería, y una escuela de “tambor” de samba, formada por un surdo grande y pequeño (grandes tambores de campo), tambourin (en Brasil, un tambor parecido a una pandereta sin timbres metálicos), Pandeiro (lo que conocemos como pandereta), quica (tambor de presión) y agogo (un par de cencerros afinados de mano).

Personal técnico
- Ed Michel – productor
- Michelle Barbieri – dirección
- Juan Carlos Manojas – ingeniero de audio
- Jorge Tagliani – ingeniero asistente
- Nivaldo Duarte – ingeniero de audio
- Baker Bigsby – mezclas
- Kathryn King – asistente en mezclas
- Gil Fortis – asistente en mezclas
- Sue Atamian – jefe de maquinista
- Sandra Axelrod – continuidad
- Dominic Lumetta – chargé d'affaires
- Philip Melnick – fotografía de portada
- Ed Michel – fotografía interior
- Carlos Dulitsky – fotografía interior

## Posicionamiento

### Gráfica semanal
| Gráfica (1973–74)                                     | Pico de posición |
| ----------------------------------------------------- | ---------------- |
| Estados Unidos (Billboard Bubbling Under the Top LPs) | 203              |
| Estados Unidos (Billboard Jazz LPs)                   | 12               |
| Estados Unidos (Cash Box Top 100 Albums)              | 169              |
| Estados Unidos (Record World Jazz LP Chart)           | 9                |

### Gráfica de fin de año
| Gráfica (1974)                      | Pico de posición |
| ----------------------------------- | ---------------- |
| Estados Unidos (Billboard Jazz LPs) | 24               |